# 念力 (電影)
《念力》（韓語：염력）是一部2018年上映的韓國超級英雄喜劇劇情片，由延尚昊執導，柳承龍、沈恩敬主演。。

## 劇情介紹
申陋微經營著一間炸雞店，還曾受到電視台採訪，然而就在泰山建設將陋微所在的社區，規劃為免稅店開發地後，幸福的日子被奪走。社區居民強力反對開發，但是泰山建設閔社長仍強制執行工程，工程人員進入社區大肆破壞，使得陋微的媽媽在抵抗的過程中，頭部到重創，出血過多死亡。另一邊，不明隕石從天空掉落，此刻碩賢接過山泉水，喝下後發覺有異，馬上吐了出來。那一晚，碩賢發現自己有了能控制物品移動的能力——念力。碩賢想利用這超能力發展前途，從此過上好日子，沒多久卻接到前妻去世的消息⋯⋯

## 演員陣容

### 主要人物
- 柳承龍 飾演 申碩賢
- 沈恩敬 飾演 申陋微

### 其他人物
- 朴正民 飾演 金正賢
- 金民宰 飾演 閔社長
- 鄭裕美 飾演 洪常務
- 柳承穆 飾演 金氏
- 李正恩 飾演 金氏的妻子
- 金英善 飾演 申陋微的母親
- 藝秀晶 飾演 鄭氏大姊
- 太恆浩 飾演 閔社長的下屬
- 尹敦善 飾演 拆遷居民
- 李東勇 飾演 拆遷居民
- 沈昭英 飾演 拆遷居民
- 高娜熙 飾演 申陋微童年時期
- 禹正國 飾演 洪檢察官
- 金基天 飾演 警衛
- 柳淳雄 飾演 便利店老闆
- 元雄宰 飾演 元老警察
- 鄭榮基 飾演 年輕警察
- 尹智旭 飾演 年輕警察
- 李宇濟 飾演 抽菸的勞務人員
- 咸晟敏 飾演 矮小的勞務人員
- 李濟延 飾演 被吊著的突擊隊員
- 姜相元 飾演 無線電突擊隊員
- 姜德重 飾演 手銬警察

## 外部連結
- NAVER上《念力》的資料
- Daum上《念力》的資料

- 韩国电影数据库（KMDb）上《念力》的資料
- 互联网电影数据库（IMDb）上《念力》的资料（英文）
- 豆瓣电影上《念力》的資料 （简体中文）
- Metacritic上《念力》的資料（英文）
- Box Office Mojo上《念力》的资料（英文）
- 爛番茄上《念力》的資料（英文）